# 潘公展
潘公展（1895年10月23日—1975年6月23日），旧名有猷，号淦清、幹卿，男，浙江吴兴人，中華民国记者、政治人物，中国国民党文化、宣传方面的干将，CC派要人。

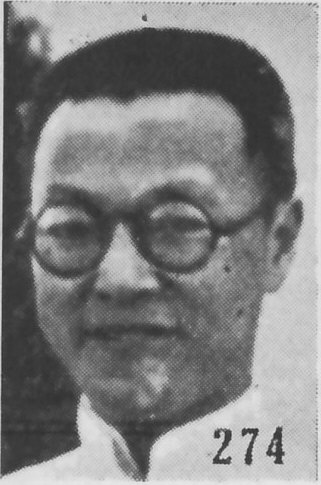

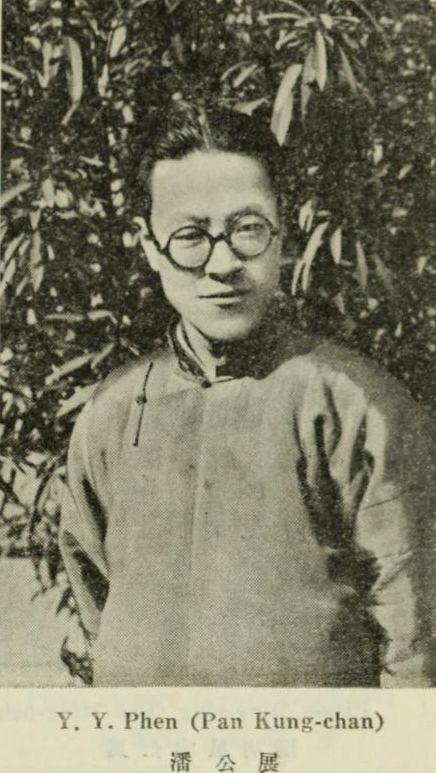

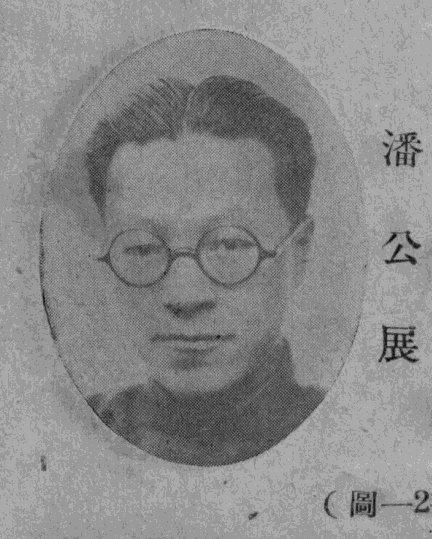

## 生平

### 记者生涯
潘公展生于一个絹商家庭。入湖州两等小学堂后，他秘密加入革命派团体。1912年（民国元年），他入上海圣约翰大学外語系。在校期间，他是《時事新報》的《学灯》副刊以及《国民日報》的《覚悟》副刊的特约撰稿人。此外，他还参加了柳亚子的南社。
1919年（民国8年）五四運動爆发，潘公展任上海学生聯合会評議部秘書、財政委員会委員，并当选该会会報主編。同年夏，他从上海圣约翰大学毕业，任上海私立市北中学教務主任。翌年，他参与创刊《商報》。1921年（民国10年）该报正式刊行，他任该报電訊主編。当时，他和陳布雷为同僚，两人的文章均获得很高评价。

### CC派干部
1927年（民国16年）1月，经陳果夫介绍，潘公展和陳布雷到南昌同蒋介石会面，并加入中国国民党。此后，陳出任蒋介石的秘書，留在南昌，而潘回到上海，任《申報》主編。同年4月，蒋发动四一二事变，上海的政治分会成立，潘任分会委員。5月，他任中国国民党上海市党部常務委員，从事清党工作。6月，上海特别市政府成立，潘任工商局局長，后来改任社会局（由工商局改組而来）局長兼市政府秘書長。
1929年（民国18年），陳果夫、陳立夫兄弟将浙江革命同志会改组为中央俱乐部（CC）。潘公展和張強、程天放成为CC的幹部。1932年（民国21年）6月，上海相当于CC派机关报的《晨報》創刊，潘出任该报社社長。同年8月，他任上海市教育局局長。1934年（民国23年）3月，他获起用为中国文化建设协会常務理事兼書記長。1935年（民国24年）11月，他在中国国民党第五次全国代表大会上当选中央執行委員。1936年（民国25年），他兼任上海市社会局長。其間，潘积极宣传反共和攘外安内政策。

### 抗战中的反共活動
抗日战争爆发前夕的1937年（民国26年）2月，第二次国共合作开始。但是潘公展仍然不掩饰对共産党的反感，在《中央日報》上继续发表攘外安内的文章，共産党和国民党人士对此均皱眉。抗日战争爆发後，他为确立蒋介石占支配地位的抗日战争体制而奔走。11月，他从上海逃到武漢，任国民政府軍事委員会参事室参事。翌年3月，他任中国国民党中央宣传部机关报发行部門创办的独立出版社的经理。同年，他著《領袖、政府、主義》小冊子，推进蒋介石的独裁统治正当化。1939年（民国28年），他转赴重慶，任中国国民党中央宣传部副部長兼《中央日報》总主筆。
抗日战争期间，潘公展对共产党的警惕和反感依然存在。1941年（民国30年）1月皖南事变发生，潘不准《新華日報》对事件进行報道，《中央日報》则声称新四軍「違反軍紀」。1942年（民国31年）12月，他担任中央图书杂志审查委员会主任委員，对国民党系以外的書籍、雑誌实施取締。此前的11月，他在中国国民党五届十中全会上当选中央執行委員会常務委員。

### 内战、晩年
抗日战争结束前夕的1945年（民国34年）5月，潘公展在中国国民党第六次全国代表大会上作“特种报告”《关于中共问题的总报告》，称中国共产党武装割据、破坏抗战、颠覆政府。同年12月，他回上海任《申報》社長兼中国国民党上海市党部常務委員。翌年8月13日，他当选第一届上海市参議会議長。第二次国共内战期間，他大力推进支持蒋介石的宣传工作。
第二次国共内战後期，国民党渐趋不利。1949年（民国38年）2月，潘公展反对同中国共产党进行和平交涉。同年5月，中国人民解放军攻占上海，他在此前夕撤往香港。同年末，他又转赴加拿大，1950年（民国39年），他到美国。此後，陳立夫创办《華美日報》，他任社長、總編輯，继续发表反共言論。
1975年（民国64年）6月23日，潘公展在美国纽约病逝。享年81岁（满79歳）。

### 引用
1. ↑  高郁雅. . . 國立臺灣大學出版中心. 2005-12: 54  [2019-03-26]. ISBN 7-101-01328-7. （原始内容存档于2019-06-08）.
2. ↑  李戈. 「潘公展」、487頁。第二次国共合作的实现也是CC派領袖陳立夫及CC派幹部曾養甫活動的重要成果。